# 阿诺埃塔体育场
阿诺埃塔球场（西班牙語：Estadio de Anoeta）是一座位于西班牙巴斯克自治区吉普斯夸省首府城市圣塞瓦斯蒂安的足球场，建成于1993年。球场可以容纳32,000名观众，是西班牙足球甲级联赛俱乐部皇家社会的主场。